# تپه شیر چغا
تپه شیر چغا مربوط به دوران پارینه‌سنگی جدید - اوایل دوران‌های تاریخی پس از اسلام است و در شهرستان اسلام‌آباد غرب، بخش مرکزی، دهستان حسن‌آباد، ۲/۴ کیلومتری شمال شرقی روستای چلی واقع شده و این اثر در تاریخ ۱۴ اسفند ۱۳۸۵ با شمارهٔ ثبت ۱۷۹۰۴ به‌عنوان یکی از آثار ملی ایران به ثبت رسیده است.